# Bahrainisch-osttimoresische Beziehungen
Die bahrainisch-osttimoresischen Beziehungen beschreiben das zwischenstaatliche Verhältnis von Bahrain und Osttimor.

## Geschichte

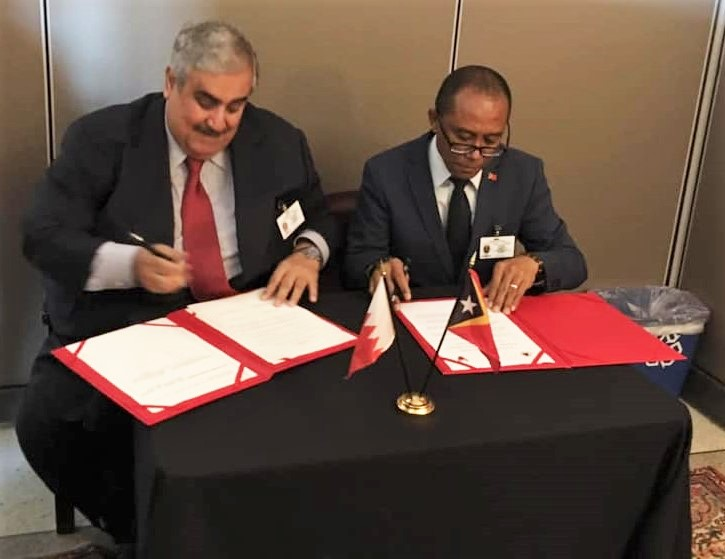
Die Außenminister Chalid bin Ahmad Al Chalifa und Dionísio Babo unterzeichnen die Aufnahme diplomatischer Beziehungen zwischen Bahrain und Osttimor (2019)

Die Kontakte zwischen Bahrain und Osttimor waren bisher spärlich. Am 27. Juni 2013 empfing Bahrains Außenminister Ghanim bin Fadhul Al-Buainain den osttimoresischen Minister für Staatsadministration Jorge da Conceição Teme. Teme war zur Konferenz der Vereinten Nationen zum „Tag der Vereinten Nationen für den Öffentlichen Dienst“ nach Bahrain gereist. Beide Seiten sicherten sich das Interesse zu, die Beziehungen intensivieren zu wollen.
Erst am 27. September 2019 nahmen Bahrain und Osttimor offiziell diplomatische Beziehungen auf.

## Diplomatie
Weder hat Bahrain eine Botschaft in Osttimor, noch Osttimor eine diplomatische Vertretung in Bahrain.
Der bahrainische Botschafter in Jakarta ist auch für Osttimor akkreditiert. Botschafter ist seit 2023 Ahmed Abdulla Ahmed Alharmasi Alhajeri.

## Wirtschaft
Für 2018 gibt das Statistische Amt Osttimors keine Handelsbeziehungen zwischen Osttimor und Bahrain an.